# Școala de sâmbătă
Școala de sâmbătă (în engleză The Breakfast Club) este un film dramatic american independent din 1985, scris, produs și regizat de John Hughes. Îi are în rolurile principale pe Emilio Estevez, Paul Gleason, Anthony Michael Hall, Judd Nelson, Molly Ringwald și Ally Sheedy. Filmul spune povestea a cinci adolescenți din medii diferite, care sunt ținuți în detenție sâmbăta, supravegheați de autoritarul lor director adjunct.
Școala de sâmbătă a avut premiera în Los Angeles la 7 februarie 1985, și a fost lansat în cinematografe de Universal Pictures la 15 februarie 1985. A avut încasări de 51,5 milioane de dolari, contra unui buget de 1 milion de dolari, și a fost apreciat de critici, care îl consideră una dintre cele mai memorabile și mai ușor de recunoscut opere ale lui Hughes. Ulterior, mass-media s-a referit la cei cinci actori principali ai filmului ca fiind membrii unui grup numit „Brat Pack”. În 2015, filmul a fost remasterizat digital și redifuzat în 430 de cinematografe pentru a sărbători cea de-a 30-a aniversare.
În 2016, Școala de sâmbătă a fost selectat pentru a fi păstrat în Registrul Național de Film al Statelor Unite de către Biblioteca Congresului, fiind considerat „semnificativ din punct de vedere cultural, istoric sau estetic”.

## Acțiune
Sâmbătă, 24 martie 1984, cinci elevi de la Liceul Shermer se prezintă pentru o zi întreagă de detenție: Brian Johnson, ciudat din punct de vedere social, Andrew Clark, luptător instabil, Allison Reynolds, timidă și singuratică, Claire Standish, snoabă și populară, și John Bender, un delincvent rebel. Aceștia se adună în biblioteca școlii, unde directorul adjunct Richard Vernon îi avertizează să nu vorbească și să nu se miște de pe locurile lor, și le atribuie fiecăruia scrierea unui eseu de o mie de cuvinte cu tema „cine credeți că sunteți”.
John ignoră regulile, și își petrece timpul antagonizându-i pe ceilalți, și sfidându-l pe Vernon, care îi dă opt weekenduri suplimentare de detenție. Elevii se furișează să recupereze rezerva de marijuana a lui John din dulapul acestuia, dar când văd că Vernon se întoarce, John se lasă prins pentru a le permite celorlalți să se strecoare înapoi în bibliotecă. Închis într-un dulap de depozitare ca pedeapsă, lui John i se oferă șansa de a-l lovi pe director, dar nu reușește să acționeze. În curând, el scapă prin panourile din tavan, și cade în bibliotecă, unde ceilalți îl ascund de Vernon.
Elevii își petrec timpul certându-se, ascultând muzică și fumând marijuana, deschizându-se treptat cu privire la viețile lor de acasă și la motivele pentru care se află în detenție. În ciuda diferențelor, ei își dau seama că toți se confruntă cu probleme similare; Andrew și Allison se leagă din cauza relațiilor dificile cu părinții, iar Brian și Claire împărtășesc aceeași anxietate cu privire la faptul că sunt virgini, deși grupul suspectează că noile lor prietenii se vor sfârși odată ce se va termina detenția. Între timp, Vernon se plânge portarului, Carl, că elevii au devenit mai puțin disciplinați, dar Carl sugerează că Vernon este cel care s-a schimbat, și că îi pasă prea mult de ceea ce cred elevii despre el.
Ceilalți îl conving pe Brian să completeze eseul lui Vernon în numele grupului. Claire îi face o schimbare de look lui Allison, ceea ce stârnește interesul romantic al lui Andrew. În timp ce elevii se despart, Allison și Andrew se sărută, iar ea îi smulge peticul de campionat de stat de pe jachetă pentru a-l păstra; Claire îi dă lui John unul dintre cerceii ei cu diamante, urmând să se sărute, de asemenea.

## Distribuție
- Judd Nelson în rolul lui John Bender, un „infractor” condamnat la detenție pentru că a declanșat o alarmă de incendiu. El are un tată abuziv, care l-a ars pe braț cu un trabuc pentru că a vărsat vopsea în garaj.
- Molly Ringwald în rolul lui Claire Standish, o „prințesă” condamnată la detenția de sâmbătă pentru că a chiulit de la școală pentru a putea merge la cumpărături. Părinții ei, în pragul divorțului, o folosesc, la nesfârșit, pentru a se răzbuna unul pe celălalt în timpul certurilor.
- Emilio Estevez în rolul lui Andrew Clark, un „atlet” condamnat la detenție pentru că i-a lipit cu bandă adezivă fesele lui Larry Lester.
- Anthony Michael Hall în rolul lui Brian Johnson, un „tocilar” condamnat la detenția de sâmbătă pentru că a adus un pistol care urma să fie folosit într-o tentativă de sinucidere. Presiunea constantă a părinților săi asupra lui pentru a obține note bune l-a împins la această tentativă.
- Ally Sheedy în rolul lui Allison Reynolds, o „inhibată” care nu a fost condamnată la detenția de sâmbătă, și care participă la aceasta doar pentru că nu a găsit nimic mai bun de făcut. Părinții ei o neglijează, ceea ce o determină să ia în considerare posibilitatea de a fugi de acasă.
- Paul Gleason în rolul lui Richard Vernon, directorul adjunct al liceului Shermer, care supraveghează detenția de sâmbătă. El este combativ cu elevii, în special cu John, și îi judecă pe baza stereotipurilor sociale.

## Teme
Tema principală a filmului este lupta constantă a adolescentului american pentru a fi înțeles, de către adulți și de el însuși. Filmul explorează presiunea exercitată asupra adolescenților de a se încadra în construcții sociale încă din liceu, precum și așteptările înalte ale părinților, profesorilor și ale altor figuri autoritare. La suprafață, elevii au puține lucruri în comun unii cu alții. Cu toate acestea, pe măsură ce trece ziua, ei se leagă în cele din urmă de un dispreț comun față de problemele menționate mai sus, cum ar fi presiunea colegilor și așteptările părinților. Stereotipurile reprezintă o altă temă. Odată ce stereotipurile evidente sunt desființate, personajele „empatizează cu luptele celorlalți, resping unele dintre inexactitățile primelor lor impresii și descoperă că sunt mai mult asemănătoare decât diferite”.
Principalul personaj adult, domnul Vernon, nu este portretizat într-o lumină pozitivă. El vorbește, în mod constant, negativ cu elevii, și își etalează cu forță autoritatea pe tot parcursul filmului. Bender este singurul care îl înfruntă pe Vernon.
Hughes avea să folosească decorul liceului Shermer pentru filmul Weird Science mai târziu în același an.

## Recepție
Roger Ebert a acordat trei stele din patru și a numit interpretările „minunate”, adăugând că filmul a fost „mai mult sau mai puțin previzibil”, dar „nu are nevoie de revelații cutremurătoare; este vorba despre copii care cresc dispuși să vorbească unii cu alții și are o ureche surprinzător de bună pentru felul în care se exprimă”. Gene Siskel de la Chicago Tribune a acordat filmului trei stele și jumătate din patru și a scris: „Această formulă confesivă a funcționat în filme atât de diferite precum Cui i-e frică de Virginia Woolf?, The Big Chill și My Dinner with Andre, și funcționează și aici. Funcționează deosebit de bine în The Breakfast Club pentru că tot așteptăm ca filmul să iasă din decorul său claustrofob și să ne ofere o scenă de sex sau violență tipică filmelor pentru adolescenți. Acest lucru nu se întâmplă, spre bucuria noastră”. Kathleen Carroll de la New York Daily News a declarat: „Hughes are un talent minunat de a comunica sentimentele adolescenților, precum și o relație evidentă cu distribuția sa excepțională - care merită nota maximă”.
Școala de sâmbătă a fost numit filmul chintesențial al anilor 1980. În 2008, revista Empire l-a clasat pe locul 369 pe lista The 500 Greatest Movies of All Time (Cele mai bune 500 de filme din toate timpurile). Ulterior, s-a clasat pe locul 38 pe lista lor din 2014. În mod similar, The New York Times a plasat filmul pe lista celor mai bune 1000 de filme din toate timpurile, iar Entertainment Weekly a clasat filmul pe locul 1 pe lista sa cu cele mai bune 50 de filme de liceu. În filmul parodie din 2001, Încă un film despre adolescenți?!, Gleason și-a reluat rolul directorului adjunct Vernon într-o scurtă scenă care parodiază The Breakfast Club.

## Coloană sonoră
| Fața 1          |                               |                                   |         |  |
| Nr.             | Titlu                         | Artist                            | Lungime |  |
| 1.              | „Don't You (Forget About Me)” | Simple Minds                      | 4:20    |  |
| 2.              | „Waiting”                     | Elizabeth Daily                   | 4:37    |  |
| 3.              | „Fire in the Twilight”        | Wang Chung                        | 3:51    |  |
| 4.              | „I'm the Dude”                | Keith Forsey                      | 2:10    |  |
| 5.              | „Heart Too Hot to Hold”       | Jesse Johnson & Stephanie Spruill | 4:25    |  |
| Lungime totală: | Lungime totală:               | Lungime totală:                   | 19:23   |  |

| Fața 2          |                     |                 |         |  |
| Nr.             | Titlu               | Artist          | Lungime |  |
| 1.              | „Dream Montage”     | Gary Chang      | 2:37    |  |
| 2.              | „We Are Not Alone”  | Karla DeVito    | 3:39    |  |
| 3.              | „The Reggae”        | Keith Forsey    | 3:07    |  |
| 4.              | „Didn't I Tell You” | Joyce Kennedy   | 4:47    |  |
| 5.              | „Love Theme”        | Keith Forsey    | 4:26    |  |
| Lungime totală: | Lungime totală:     | Lungime totală: | 18:36   |  |